# Rödryggig blåsmyg
Rödryggig blåsmyg (Malurus melanocephalus) är en australisk fågel i familjen blåsmygar inom ordningen tättingar.

## Utseende
Hanen har en iögonfallande fjäderdräkt med svart huvud och överdel, skarpt röd rygg och bruna vingar medan honan har brunaktig överdel och blekare underdel. Ungdjur och hanar som inte häckar liknar honan. Även en del av hanarna har honans utseende även när de häckar.

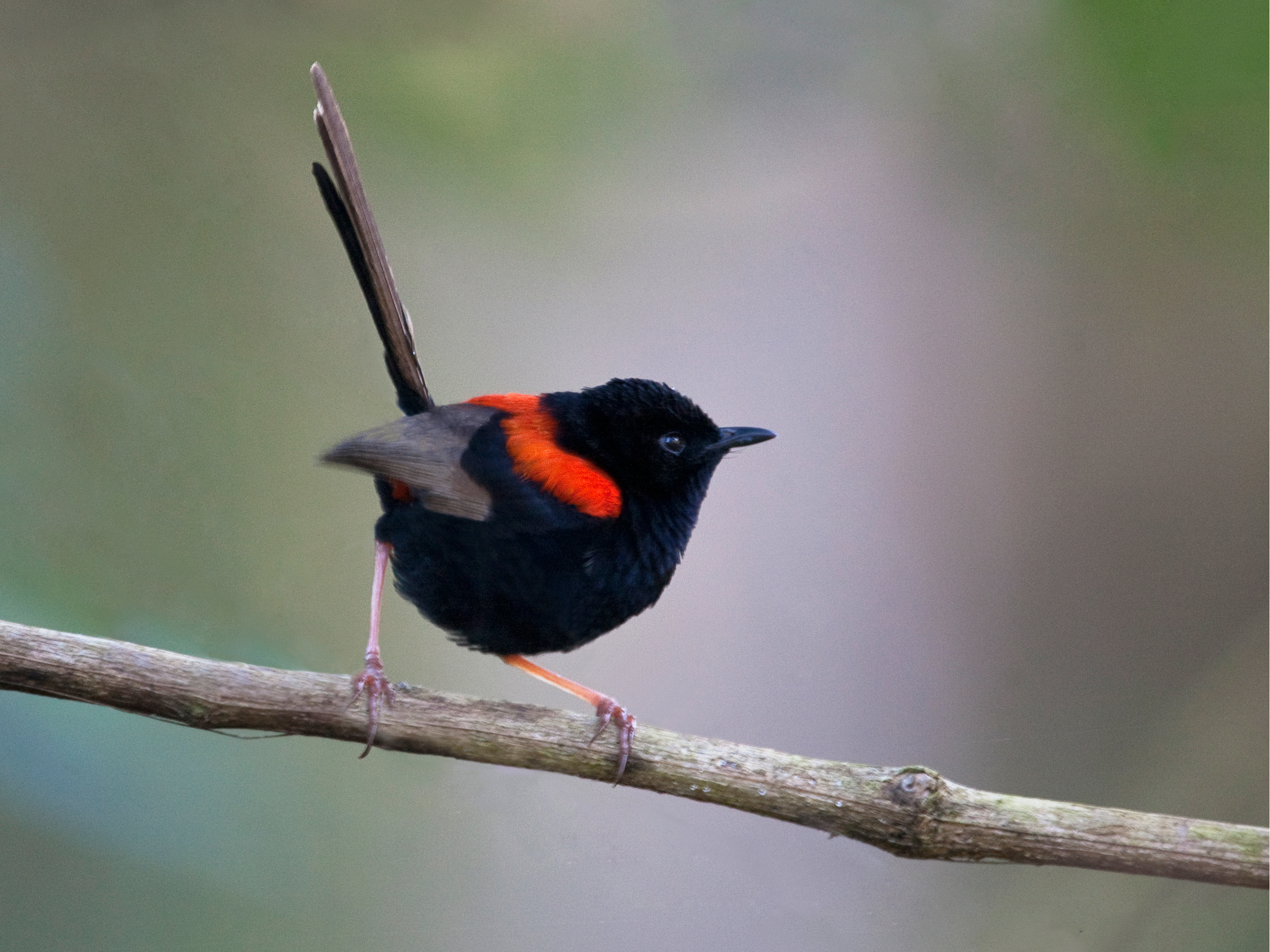
Hane
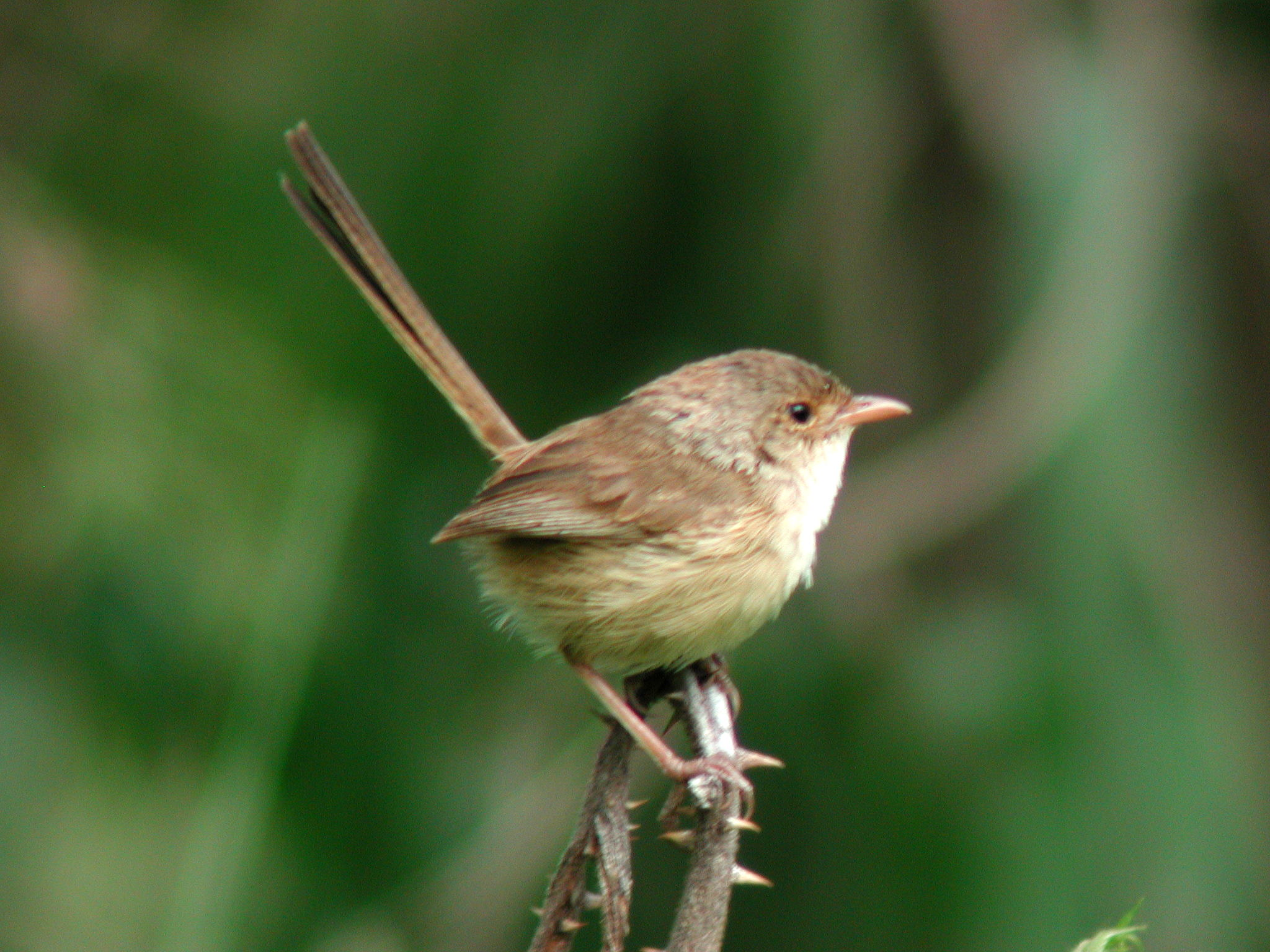
Hona
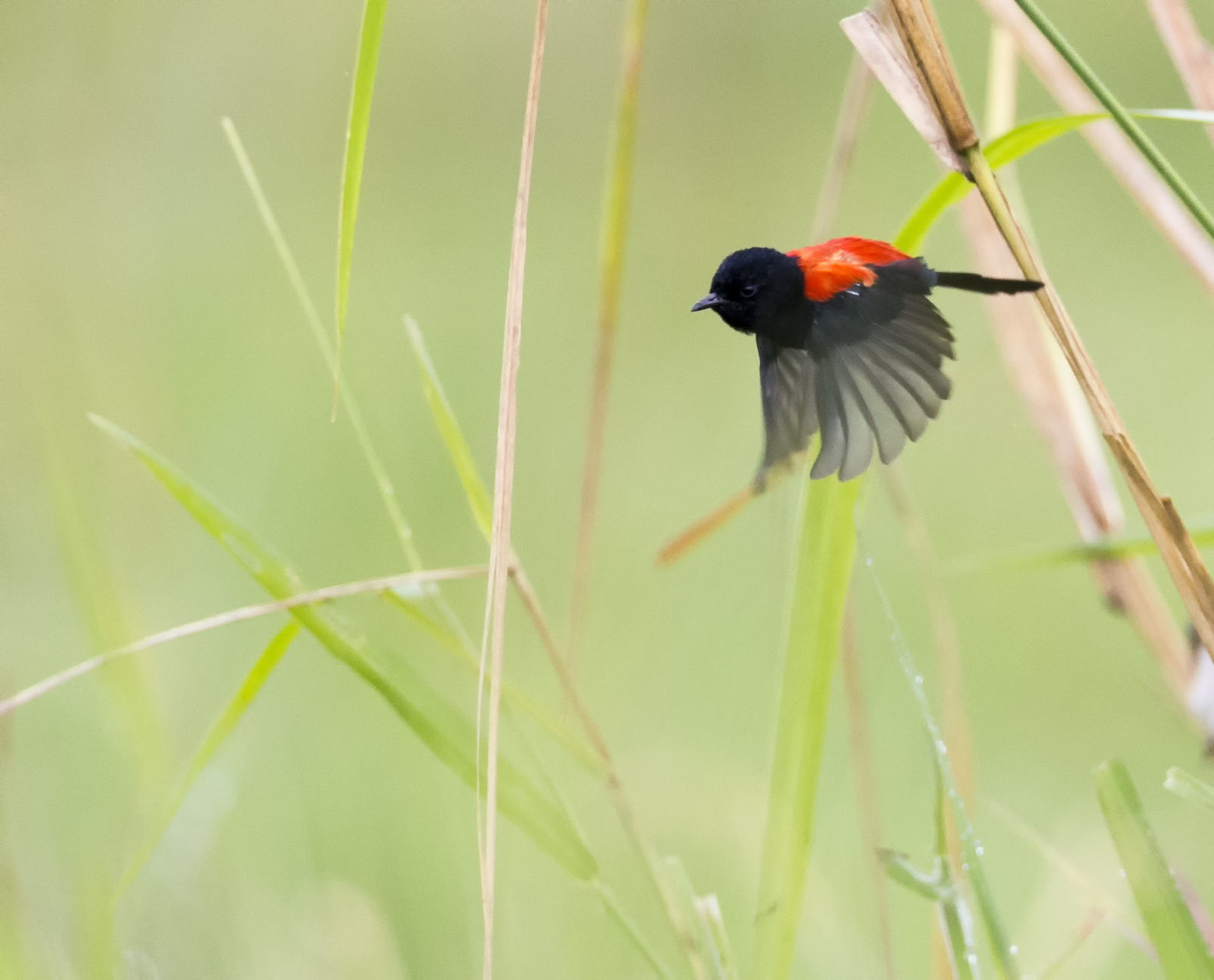
Hane i flykten

## Utbredning och systematik
Rödryggig blåsmyg finns bara i Australien och påträffas nära åar och nära Australiens kust mot norr och öster från Kimberley, Western Australia i nordväst till regionen Hunter i New South Wales. Den delas in i två underarter med följande utbredning:
- M. m. cruentatus – förekommer i norra Australien (nordvästra Australien, Kap Yorkhalvön). Denna underart har en relativt kortare stjärt och rödare rygg.
- M. m. melanocephalus – förekommer i östra Australien (Burdekin River, Queensland till Hunter River, New South Wales). Denna underart har en relativt längre stjärt och mer orange rygg.

## Status och hot
Arten har ett stort utbredningsområde och en stor population med stabil utveckling och tros inte vara utsatt för något substantiellt hot. Utifrån dessa kriterier kategoriserar internationella naturvårdsunionen IUCN arten som livskraftig (LC). Världspopulationen har inte uppskattats men den beskrivs som ofta vanlig.

## Ekologi
Rödryggig blåsmyg äter huvudsakligen insekter, med ett litet tillägg av frön och små frukter. Den föredrar miljöer som hedland och savann, särskilt där det finns låga buskar och högt gräs som den kan söka skydd i. Den kan flytta omkring där bränder i gräs och buskar är vanliga. Men i andra områden kan par eller mindre grupper hävda samma revir året runt. 
Grupperna består av ett socialt monogamt par med en eller två häckningsmedhjälpare som bistår i uppfödandet av ungarna. Medhjälparna är avkomma som uppnått mogen ålder men ändå stannat kvar i familjegruppen ett eller två år efter att de blivit flygga. Både hanen och honan kan para sig med andra individer än den de häckar med och till och med hjälpa till med uppfödningen av ungar som resulterat av dessa parningar. Äldre hanar i häckningsskrud är mer benägna till det promiskuösa beteendet än de som har den andra fjäderskruden. Som ett led i uppvaktningen  plockar hanen kronblad från blommor och visar upp dem för honorna.